# Lluís Ortega
Lluís Ortega Cerdà (Barcelona, 1972) es arquitecto, autor, editor, curador y profesor universitario español.

## Formación y desarrollo acádemico
Lluís Ortega se doctoró en Arquitectura en la Escuela Técnica Superior de Arquitectura de Barcelona dependiente de la Universidad Politécnica de Cataluña (ETSAB-UPC) y realizó un máster en Filosofía por la Universidad de Barcelona y en Diseño Arquitectónico por la universidad neoyorquina de Columbia.
Cofundador del estudio f451 Arquitectura —más tarde llamado Sio2Arch—, ha sido profesor de la Escuela Técnica Superior de Arquitectura de Barcelona (ETSAB), de la Escuela Técnica Superior de Arquitectura de Madrid y de la Universidad de Alicante, en España; de la Academia de Bellas Artes de Viena, en Austria, de la Universidad de Illinois en Chicago, y de la Escuela de Diseño de la Universidad de Harvard en Estados Unidos. Desde 2018 es  es profesor asociado en el Instituto de Tecnología de Illinois.

## Editor y autor
Fue director de la revista Quaderns d'Arquitectura i Urbanisme (2003-2005) y editor de la Revista 2G (2000-2001), del libro Essays on Thermodynamics: Architecture and Beauty de Iñaki Ábalos y Renata Sentkiewicz (2015) o de Future Tempos: Conversations on Architecture Across Time and Media (2017), entre otros. 
También es autor del compendio La digitalización toma el mando (Barcelona, 2009) o El diseñador total: autoría en la arquitectura de la época posdigital (Barcelona, 2017). Ha sido curador de varias exposiciones, como en el Pabellón de España de la Bienal Internacional de Arquitectura de Venecia 2014 como comisario adjunto de Iñaki Ábalos.